# 盧洪珪
盧洪珪（1573年—1637年），字君瑜，號楚白，浙江金華府東陽縣一都人。明末政治人物。

## 生平
万历二十五年（1597年）丁酉科浙江乡试举人，四十一年（1613年）癸丑科進士，吏部观政，初授淮安府山阳县知县，易直慈諒，務與民休息。聽訟平允，若事不便民，或民有犯重法者，卽上官憎喜不爲動。卞塘人馬二豪者，力敵萬人，結党千餘，出没淮泗間，當事議勦，洪珪恐激成大變，選有智力者，密授方畧，往掩捕獲於泗上，慮其衆邀眍，移泗州就決之，諸黨悉平。奸民以睚眦輒假中使稅船以逞其憤，悉按法反坐，民始得安。黄舖地界寶應縣，欲曲防以饗其利，貽山陽縣害，洪珪力持之，不爲撓。衡士南畿，所拔多知名士。在任五年，以卓异闻，行取进京，擢礼部祠祭司主事，晋郎中，历江西按察司副使、徽宁兵备，升福建寧泰兵備道参政，崇祯四年举卓异，官至福建按察使、福建右布政使。